# Даріо Друді
Даріо Ернан Друді (ісп. Dario Hernan Drudi; 23 квітня 1987, Буенос-Айрес, Аргентина) — аргентинський футбольний тренер та функціонер.

## Кар'єра
Народився в столиці Аргентини Буенос-Айресі, проте з 15 років проживав в Іспанії. Із 16 років займався у структурі клубу «Гандія», перша команда якого виступала тоді в Терсері — четвертому за рівнем дивізіоні Іспанії. Згодом вирішив зосередитися на тренерській кар'єрі.
Почав свою кар'єру у спортивній школі «Вільярреала» помічником тренера. Із 2011 року до червня 2016 року був асистентом головного тренера команди Марселіно Гарсії Тораля.
Після цього, у липні 2016 року, підписав контракт із клубом української Прем'єр-ліги «Зіркою» з міста Кропивницький і до серпня працював тренером його молодіжної команди.
Незабаром відбулися зміни в керівництві «Зірки» — були звільнені директор Сергій Ольшевський і спортивний директор Самір Гасанов, а також клуб покинув головний тренер Сергій Лавриненко. Незабаром після цього, 18 серпня 2016 року Друді був призначений в. о. головного тренера кропивничан, про що було офіційно оголошено 19 серпня. Але вже 15 листопада того ж року за обопільною згодою сторін офіційно залишив «Зірку».
У лютому 2017 року Даріо Друді ввійшов до складу тренерського штабу ФК «Монако».
12 червня 2017 року аргентинського фахівця призначено виконавчим директором ФК «Карпати» Львів. У вересні 2018 року залишив «Карпати» й очолив чилійський клуб «Уніон» із міста Сан-Феліпе.